# Amanieu de Sescars
Amanieu de Sescars, o des Escàs (fl. 1278-1295), è stato un trovatore catalano, forse guascone, del tardo XIII secolo.
Famoso per le sue canzoni d'amore, i suoi contemporanei gli diedero il soprannome di dieu d'amor (dio dell'amore). Della sua opera restano due ensenhamens (poemi didattici) e due saluts d'amor (lettere d'amore). 
L'incertezza riguardo alle sue origini deriva dal fatto che le sue poesie si riferiscono estesamente alla gente e ai luoghi catalani, ma comunque un cantore con lo stesso nome lo si trova a firmare un documento guascone del 1253. Se il firmatario del 1253 e il trovatore siano la stessa persona non è dato sapere con certezza, ma è possibile che Amanieu fosse un catalano nato o vissuto in Guascogna, cosa non insolita a quel tempo. 
Il primo componimento databile è anche il suo più breve, il salut "A vos, que ieu am deszamatz", scritto il 24 agosto del 1278. Il suo primo ensenhamen è l'"Ensenhamen del scudier" in merito a un scudiero (scudier) che osserva il suo nobile maestro in amore, in ozio e mentre si prepara per la guerra e dunque descrive possibilmente il nobiluomo ideale. Era dedicato al comte gent apres En B. d'Astarac (a Bernardo IV d'Astarac) e deve quindi essere stato scritto prima dell'avvenuta morte del conte nel 1291. Inoltre, in questo stesso periodo viene scritto il suo secondo e più lungo salut (Dona, per cuy planc e sospir), riferito a Giacomo il Giusto come "reys ... de cecilias", situabile tra il 1285, quando Giacomo eredita il Sicilia, e il 1291, quando eredita il Aragona. Il secondo poema didattico di Amanieu, l'"Ensenhamen de la donsela" può essere datato tra il 1291 e il 1295 da un riferimento a Giacomo come Re di Aragona e alla guerra in corso dei Vespri siciliani. È dedicata a una innominata donsela (donzella) con lo scopo di insegnarle come comportarsi nella società cortigianesca e come essere rispettati. 
La poetica di Amanieu è in modo determinante influenzata da Peire Vidal e anche forse da Arnaut de Maruelh. Il successivo trovatore Peire Lunel de Montech scrive, in una lettera del 1320,